# Niemodlin (gemeente)
De gemeente Niemodlin is een stad- en landgemeente in het Poolse woiwodschap Opole, in powiat Opolski (Silezië).
De zetel van de gemeente is in Niemodlin.
Op 30 juni 2004 telde de gemeente 13 908 inwoners.

## Oppervlakte gegevens
In 2002 bedroeg de totale oppervlakte van gemeente Niemodlin 183,22 km², waarvan:
- agrarisch gebied: 62%
- bossen: 28%

De gemeente beslaat 11,55% van de totale oppervlakte van de powiat.

## Demografie
Stand op 30 juni 2004:
| Omschrijving                   | Totaal | Totaal | Vrouwen | Vrouwen | Mannen | Mannen |
| ------------------------------ | ------ | ------ | ------- | ------- | ------ | ------ |
| eenheid                        | aantal | %      | aantal  | %       | aantal | %      |
| inwoners                       | 13 908 | 100    | 7038    | 50,6    | 6870   | 49,4   |
| bevolkingsdichtheid (inw./km²) | 75,9   | 75,9   | 38,4    | 38,4    | 37,5   | 37,5   |

In 2002 bedroeg het gemiddelde inkomen per inwoner 1206,69 zł.

## Administratieve plaatsen (sołectwo)
Brzęczkowice, Gościejowice, Góra, Grabin, Gracze, Grodziec, Jaczowice, Jakubowice, Krasna Góra, Lipno, Magnuszowice, Magnuszowiczki, Michałówek, Molestowice, Piotrowa, Radoszowice, Rogi, Roszkowice, Rutki, Rzędziwojowice, Sady, Sarny Wielkie, Sosnówka, Szydłowiec Śląski, Tarnica, Tłustoręby, Wydrowice.

## Aangrenzende gemeenten
Dąbrowa, Grodków, Lewin Brzeski, Łambinowice, Olszanka, Skoroszyce, Tułowice